# Kumpulrejo (Parengan)
Kumpulrejo is een bestuurslaag in het regentschap Tuban van de provincie Oost-Java, Indonesië. Kumpulrejo telt 4067 inwoners (volkstelling 2010).